# Jean-Baptiste Joseph de Muyssart
Jean-Baptiste Joseph de Muyssart, né le 11 juillet 1753 à Lille (Flandre française) et mort le 12 juillet 1848 dans la même ville, est un homme politique français.

## Biographie
Membre d'une vieille dynastie lilloise anoblie par l'office, il est le fils du comte de Steembourg François de Muyssart, grand bailli des états de Lille et de la Flandre wallonne, et de Marie-Célestine de Francqueville.
Après des études d'avocat, comte de Steembourg après son père, il est nommé aux mêmes fonctions de grand bailli des états de la Flandre wallonne en survivance de son père le 2 avril 1775.
Il accède à la bourgeoisie de Douai le 25 octobre 1784, et à la bourgeoisie de Lille le 16 juillet 1785.
Il est élu président de l'administration du district de Lille en 1790 mais, hostile à la Révolution française, émigre en 1791 en Angleterre où ce royaliste fervent vit jusqu'à la chute du Premier Empire en 1814.
Rentrant alors dans sa ville natale, il participe activement à la vie publique locale et nationale de la Seconde Restauration. Maire de Lille d'août 1816 à août 1830, il célébra son investiture par une spectaculaire manifestation d'iconoclasme en faisant brûler en place publique, en signe de réjouissance, un portrait du premier Consul peint par Jacques-Louis David qui appartenait à la ville.
Président du collège électoral de Lille, le comte de Muyssart est élu député du Nord le 13 décembre 1820. Son mandat lui est renouvelé le 6 mars 1824. Il siège à la Chambre des députés jusqu'en novembre 1827. Durant ces deux législatures, il se classe politiquement dans les rangs du courant ultra-royaliste.
Fait chevalier de la Légion d'honneur dès 1816, il est nommé officier du même ordre en 1825, puis commandeur en 1829. La chute de la dynastie des Bourbons lors de la Révolution de Juillet met un terme à sa carrière publique. Fidèle à ses convictions politiques, il démissionne de ses fonctions municipales dès le 2 août 1830 et s'abstient ensuite de toute participation aux responsabilités locales.
Il a épousé Isabelle-Joseph Benezet puis Marie-Françoise-Désirée Hanecart (1761-1836), fille de Philippe-Louis-Joseph de Hanecart, baron de Briffœil, et seigneur de nombreux lieux, et de Marie-Anne-Charlotte Théry.
Il était le père du commissaire de la marine Charles de Muyssart, qui fut gouverneur de la Guyane française.

## Distinctions
- Commandeur de la Légion d'honneur par décret du 2 septembre 1829[7].

## Sources
- « Jean-Baptiste Joseph de Muyssart », dans Adolphe Robert et Gaston Cougny, Dictionnaire des parlementaires français, Edgar Bourloton, 1889-1891 [détail de l’édition]